# Koningin Emmabrug

Heropening na renovatie, 1939

De Koningin Emmabrug (bijnaam swinging old lady of Pontjesbrug) is een kenmerkende pontonbrug in het centrum van Willemstad op Curaçao. De brug is 168 meter lang en de enige drijvende houten draaibrug ter wereld. De brug drijft op zestien pontons op de Sint Annabaai en verbindt Punda met Otrobanda, de twee delen van de historische binnenstad.

## Bediening
De brugwachter opent de brug voor de scheepvaart door hem in zijn gehele lengte naar de walkant van Otrobanda te varen, tegen de klok in, dus noordwaarts de baai in. Aan de kant van Otrobanda scharniert de brug, aan de andere kant is hij voorzien van een motor. Als de brug open is, wordt er een gratis veerpont ingezet, enkele honderden meters verder.

## Geschiedenis en gebruik
De Emmabrug is in 1888 gebouwd en is in 1939 geheel vernieuwd. In de begintijd was de Emmabrug een tolbrug, maar ten behoeve van de armen gold de regel dat mensen zonder schoenen gratis naar de overkant mochten.
In 1938 moest de brug 24 keer per etmaal worden geopend, bijna een verdubbeling ten opzichte van 1930. De totale duur van de opening nam in dezelfde periode met één uur toe tot 6,5 uur en het aantal auto's dat in beide richtingen passeerde liep op van 1.500 tot 5.000. Doordat de scheepvaart alsmaar bleef groeien en de brug soms urenlang openstond, werd de discussie over een vaste oeververbinding nieuw leven ingeblazen.
Sinds 1974 kan rijverkeer gebruikmaken van de ruim een halve kilometer noordelijker gelegen Julianabrug en worden auto's geweerd van de Pontjesbrug, waar dagelijks 15 000 voetgangers over gaan.
Begin 21e eeuw was de brug in een zeer slechte staat: het asfalt viel op plekken uit elkaar en het metaal op de brug was zeer verroest. Tijdens het carnaval van Curaçao kon de parade er zelfs niet meer overheen, waardoor een deel van Curaçao het feest niet meer kon vieren zoals het gebruikelijk was.
Vanaf midden 2005 tot mei 2006 was de brug buiten gebruik voor de hoognodige en grondige reparaties (kosten: 4,5 miljoen euro, betaald door de Europese Unie). De brug is voor 95% vervangen, alleen de pontons werden hergebruikt. Als alternatief vervoer werden twee veerboten ingezet en een bus die via de Julianabrug reed. Deze dienst was gratis. Voor de restauratie werd 478 m³ Afrikaans hardhout gebruikt. De brug is 9 mei 2006 onder grote belangstelling weer naar haar plaats teruggevaren.

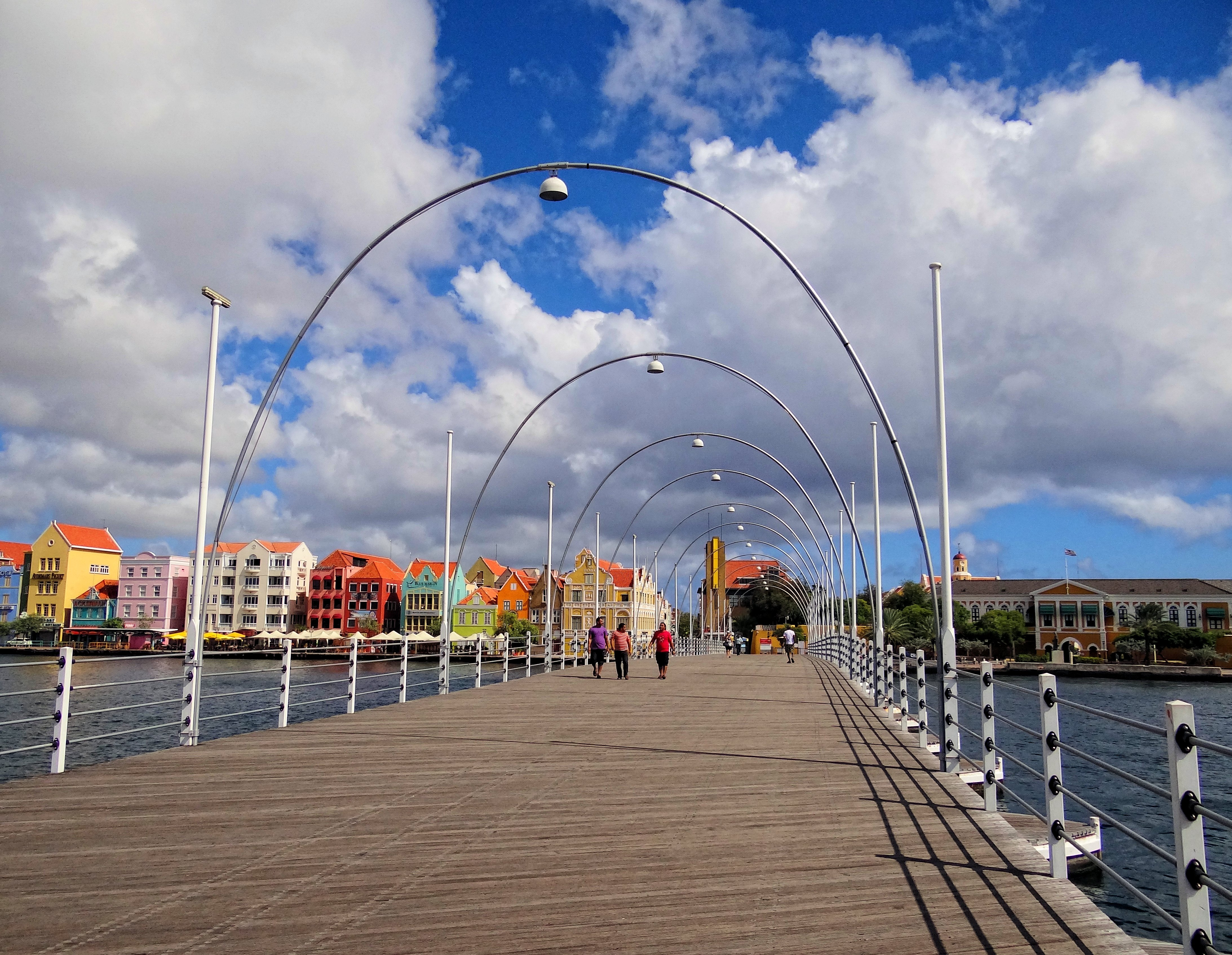
De Pontjesbrug in 2013, met zicht op Punda. Rechts het Fort Amsterdam.
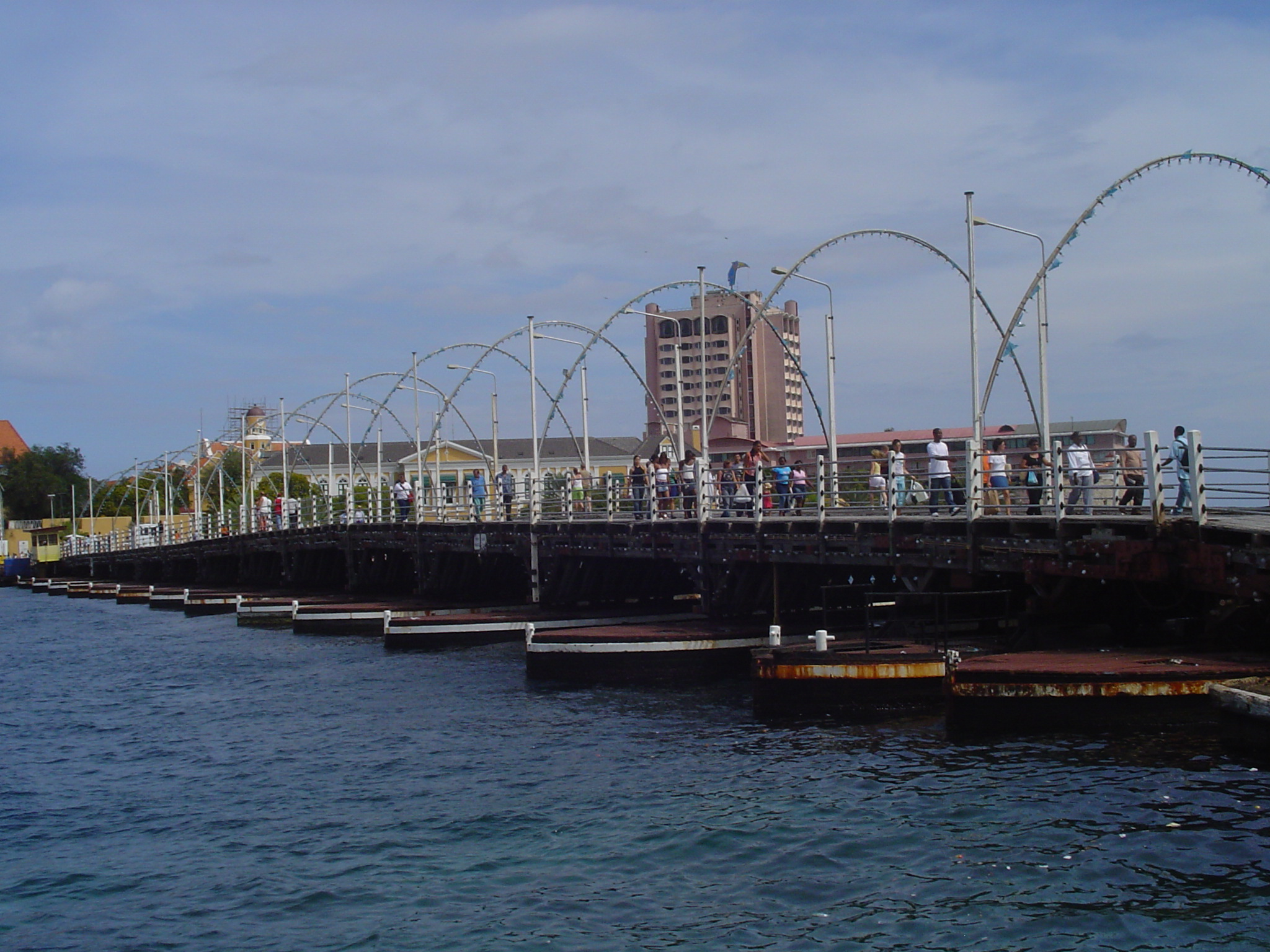
De Pontjesbrug in 2004 met daarachter het Plaza Hotel Curaçao.
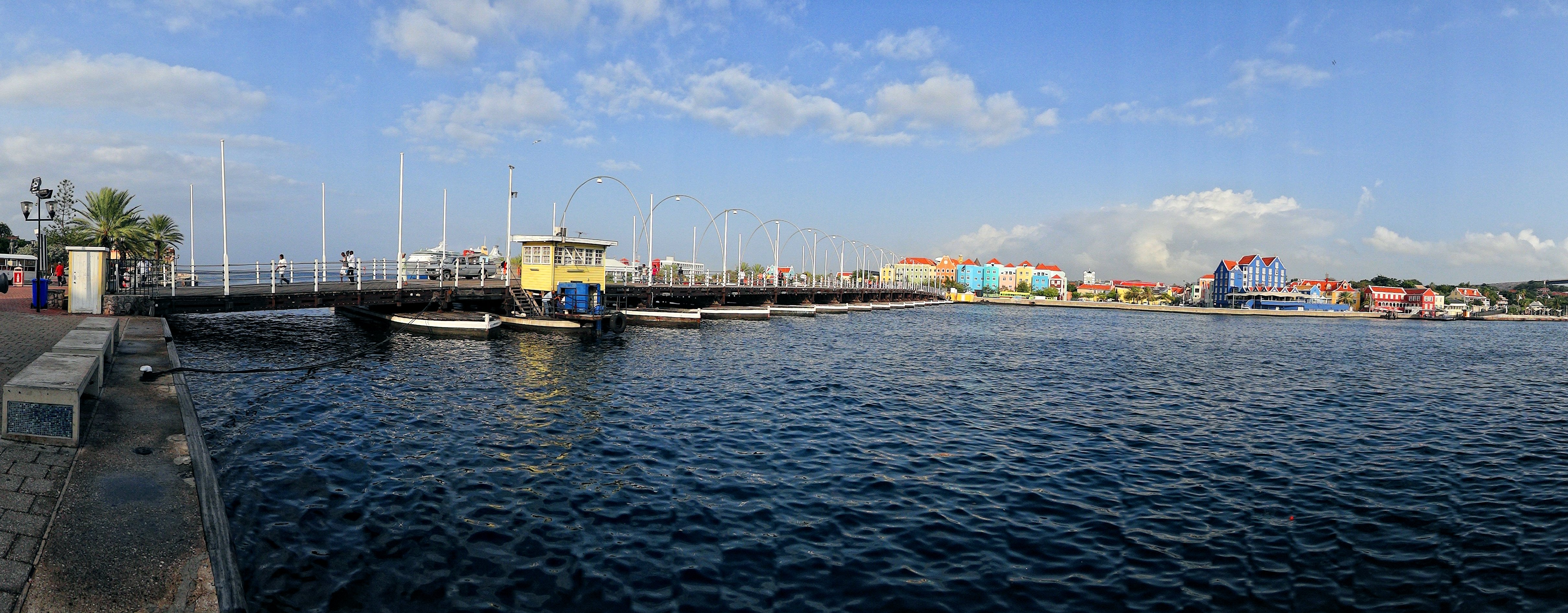
Zicht vanaf Punda. Onder de gele brugwachterscabine zit een motor met schroef om de brug te openen. Aan de overkant is de kade te zien waartegen de brug afgemeerd wordt (2013).
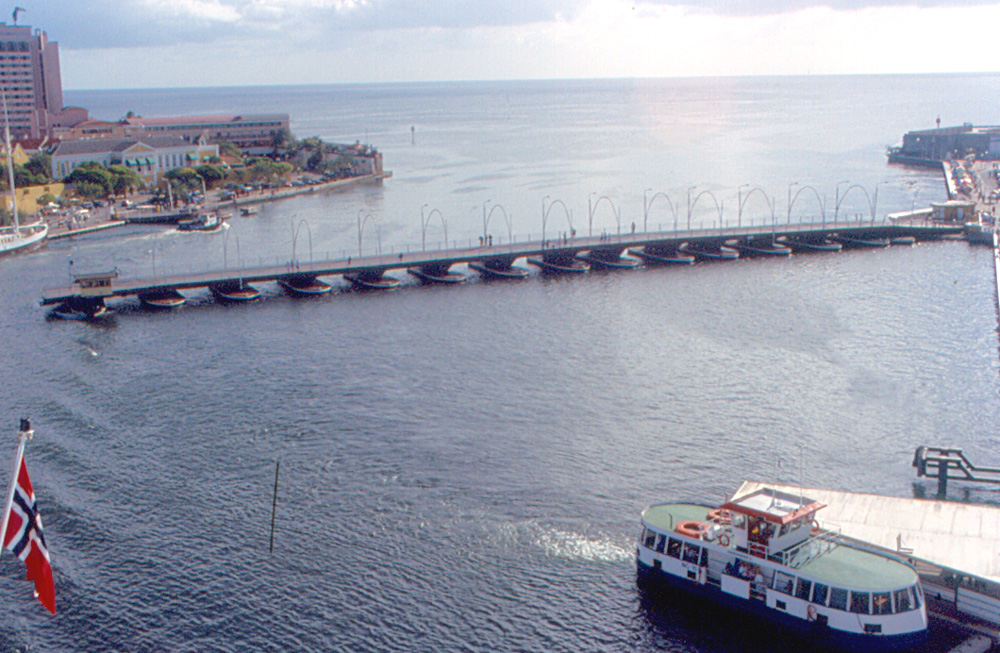
De brug gaat open; een veerpont is in actie als vervangend vervoer, Sint Annabaai, 2000.